# 科尼亚省
科尼亚省（土耳其语：Konya il）是位于土耳其中部的一个省，首府科尼亞。科尼亞省為土耳其面積最大的省份，達38,257平方公里。